# ACF Fiorentina
L'Associazione Calcio Firenze Fiorentina o ACF Fiorentina, sovint anomenada simplement amb el nom de Fiorentina, és un club de futbol professional de la ciutat italiana de Florència (Toscana). El club es fundà el 1926 després de la fusió del CS Firenze i el PG Libertas i ha competit a la màxima categoria del futbol italià (Serie A) durant gran part de la seva història; només quatre clubs han jugat més temporades a la Serie A que el club de la Toscana.
La Fiorentina ha guanyat dues vegades la Serie A (1955-56 i 1968-69), sis Copes italianes i una Supercopa d'Itàlia. Quant a les competicions europees, la Fiorentina ha guanyat la Recopa d'Europa el 1961 i la va perdre un any més tard i la temporada 1956-57 va quedar finalista de la Copa d'Europa després de perdre la final davant el Reial Madrid. També ha estat a punt de guanyar la Copa de la UEFA després de perdre la final de la temporada 1989-90.
Des de l'any 1931 el club ha jugat a l'Estadi Artemio Franchi, que actualment té una capacitat per a 47.282 espectadors. L'estadi ha tingut diferents noms al llarg de la història i ha patit diverses renovacions. La Fiorentina també és coneguda popularment amb el nom de Viola, en referència al color lila del seu uniforme.

## Història
El club va ser fundat el 26 d'agost de 1926 amb el nom d'Associazione Calcio Fiorentina mitjançant la fusió de dos clubs de la ciutat, el Club Sportivo Firenze (fundat el 1912) i la Polisportiva Giovanile Libertas (fundada el 1887). Fins a l'any 1929 jugà amb samarreta blanca i vermella.
L'any 2002 es produí la desaparició del club per motius econòmics. En el seu lloc nasqué la Fiorentina 1926 Florentia Viola i, un any després, adoptà el nom actual.

## Palmarès
- 2 Lligues italianes: 1955-56, 1968-69
- 6 Copes d'Itàlia: 1939-40, 1960-61, 1965-66, 1974-75, 1995-96, 2000-01
- 1 Supercopa d'Itàlia: 1996
- 1 Recopa d'Europa de futbol: 1960-61
- 1 Copa Grasshoppers: 1957
- 1 Copa Mitropa: 1966
- 1 Copa de la Lliga Anglo-italiana: 1975
- 1 Memorial Pier Cesare Baretti: 1989
- Subcampió de la Copa d'Europa: 1956-57
- Subcampió de la Recopa d'Europa: 1961-62
- Subcampió de la Copa de la UEFA: 1989-90
- Subcampió de la Lliga Europa Conferència de la UEFA: 2022-23, 2023-24

## Plantilla 2025-26
A 4 agost 2025
| N. | Pos. | Nac. | Jugador                        |
| -- | ---- | --- | ------------------------------ |
| 2  | DEF  | [[Fitxer:Flag of Brazil.svg\|23x15px\|border \|alt=Brasil\|link=Selecció de futbol del Brasil\|{{#if:\|]]                                            | Dodô                           |
| 5  | DEF  | [[Fitxer:Flag of Croatia.svg\|23x15px\|border \|alt=Croàcia\|link=Selecció de futbol de Croàcia\|{{#if:\|]]                                          | Marin Pongračić                |
| 6  | DEF  | [[Fitxer:Flag of Italy.svg\|23x15px\|border \|alt=Itàlia\|link=Selecció de futbol d'Itàlia\|{{#if:\|]]                                               | Luca Ranieri (capità)          |
| 8  | MIG  | [[Fitxer:Flag of Italy.svg\|23x15px\|border \|alt=Itàlia\|link=Selecció de futbol d'Itàlia\|{{#if:\|]]                                               | Rolando Mandragora (2n capità) |
| 9  | DAV  | [[Fitxer:Flag of Argentina.svg\|23x15px\|border \|alt=Argentina\|link=Selecció de futbol de l'Argentina\|{{#if:\|]]                                  | Lucas Beltrán                  |
| 10 | DAV  | [[Fitxer:Flag of Iceland.svg\|23x15px\|border \|alt=Islàndia\|link=Selecció de futbol d'Islàndia\|{{#if:\|]]                                         | Albert Guðmundsson             |
| 11 | DAV  | [[Fitxer:Flag of Bosnia and Herzegovina.svg\|23x15px\|border \|alt=Bòsnia i Hercegovina\|link=Selecció de futbol de Bòsnia i Hercegovina\|{{#if:\|]] | Edin Džeko                     |
| 15 | DEF  | [[Fitxer:Flag of Italy.svg\|23x15px\|border \|alt=Itàlia\|link=Selecció de futbol d'Itàlia\|{{#if:\|]]                                               | Pietro Comuzzo                 |
| 18 | DEF  | [[Fitxer:Flag of the Valencian Community (2x3).svg\|23x15px\|border \|alt=País Valencià\|link=Selecció de futbol del País Valencià\|{{#if:\|]]       | Pablo Marí                     |
| 20 | DAV  | [[Fitxer:Flag of Italy.svg\|23x15px\|border \|alt=Itàlia\|link=Selecció de futbol d'Itàlia\|{{#if:\|]]                                               | Moise Kean                     |
| 21 | DEF  | [[Fitxer:Flag of Germany.svg\|23x15px\|border \|alt=Alemanya\|link=Selecció de futbol d'Alemanya\|{{#if:\|]]                                         | Robin Gosens                   |
| 24 | MIG  | [[Fitxer:Flag of Morocco.svg\|23x15px\|border \|alt=Marroc\|link=Selecció de futbol del Marroc\|{{#if:\|]]                                           | Amir Richardson                |
| 27 | MIG  | [[Fitxer:Flag of Italy.svg\|23x15px\|border \|alt=Itàlia\|link=Selecció de futbol d'Itàlia\|{{#if:\|]]                                               | Cher Ndour                     |

| N. | Pos. | Nac. | Jugador                            |
| -- | ---- | --- | ---------------------------------- |
| 30 | POR  | [[Fitxer:Flag of Italy.svg\|23x15px\|border \|alt=Itàlia\|link=Selecció de futbol d'Itàlia\|{{#if:\|]]                           | Tommaso Martinelli                 |
| 43 | POR  | [[Fitxer:Flag of Spain.svg\|23x15px\|border \|alt=Espanya\|link=Selecció de futbol d'Espanya\|{{#if:\|]]                         | David de Gea                       |
| 44 | MIG  | [[Fitxer:Flag of Italy.svg\|23x15px\|border \|alt=Itàlia\|link=Selecció de futbol d'Itàlia\|{{#if:\|]]                           | Nicolò Fagioli                     |
| 65 | DEF  | [[Fitxer:Flag of Italy.svg\|23x15px\|border \|alt=Itàlia\|link=Selecció de futbol d'Itàlia\|{{#if:\|]]                           | Fabiano Parisi                     |
| —  | POR  | [[Fitxer:Flag of Italy.svg\|23x15px\|border \|alt=Itàlia\|link=Selecció de futbol d'Itàlia\|{{#if:\|]]                           | Luca Lezzerini                     |
| —  | DEF  | [[Fitxer:Flag of Italy.svg\|23x15px\|border \|alt=Itàlia\|link=Selecció de futbol d'Itàlia\|{{#if:\|]]                           | Niccolò Fortini                    |
| —  | DEF  | [[Fitxer:Flag of Italy.svg\|23x15px\|border \|alt=Itàlia\|link=Selecció de futbol d'Itàlia\|{{#if:\|]]                           | Mattia Viti (cedit per l'OGC Nice) |
| —  | MIG  | [[Fitxer:Flag of Italy.svg\|23x15px\|border \|alt=Itàlia\|link=Selecció de futbol d'Itàlia\|{{#if:\|]]                           | Alessandro Bianco                  |
| —  | MIG  | [[Fitxer:Flag of Italy.svg\|23x15px\|border \|alt=Itàlia\|link=Selecció de futbol d'Itàlia\|{{#if:\|]]                           | Jacopo Fazzini                     |
| —  | MIG  | [[Fitxer:Flag of Morocco.svg\|23x15px\|border \|alt=Marroc\|link=Selecció de futbol del Marroc\|{{#if:\|]]                       | Abdelhamid Sabiri                  |
| —  | MIG  | [[Fitxer:Flag of Switzerland.svg\|23x16px\|border \|alt=Suïssa\|link=Selecció de futbol de Suïssa\|{{#if:\|]]                    | Simon Sohm                         |
| —  | DAV  | [[Fitxer:Flag of Côte d'Ivoire.svg\|23x15px\|border \|alt=Costa d'Ivori\|link=Selecció de futbol de la Costa d'Ivori\|{{#if:\|]] | Christian Kouamé                   |

## Jugadors històrics destacats
Categoria principal: Futbolistes de l'ACF Fiorentina
- Enrico Albertosi
- Lorenzo Amoruso
- Giancarlo Antognoni
- Roberto Baggio
- Giuseppe Brizi
- Sergio Cervato
- Giuseppe Chiappella
- Enrico Chiesa
- Giovanni Galli
- Alessandro Gamberini
- Alberto Gilardino
- Francesco Graziani
- Riccardo Montolivo
- Giampaolo Pazzini
- Francesco Toldo
- Luca Toni
- Stefan Effenberg
- Gabriel Batistuta
- Daniel Passarella
- Dunga
- Felipe Melo
- Martin Jørgensen
- Brian Laudrup
- Sébastien Frey
- Stevan Jovetić
- Predrag Mijatović
- Guillermo Amor
- Juan Seminario
- Rui Costa
- Marius Lăcătuş
- Adrian Mutu
- Tomáš Ujfaluši
- Andrei Kantxelskis
- Kurt Hamrin
- Stefan Schwarz
- Pedro Petrone

## Entrenadors destacats
Categoria principal: Entrenadors de l'ACF Fiorentina
- Nándor Hidegkuti
- Dino Zoff
- Giovanni Trapattoni
- Claudio Ranieri
- Roberto Mancini
- Cesare Prandelli

## Presidents

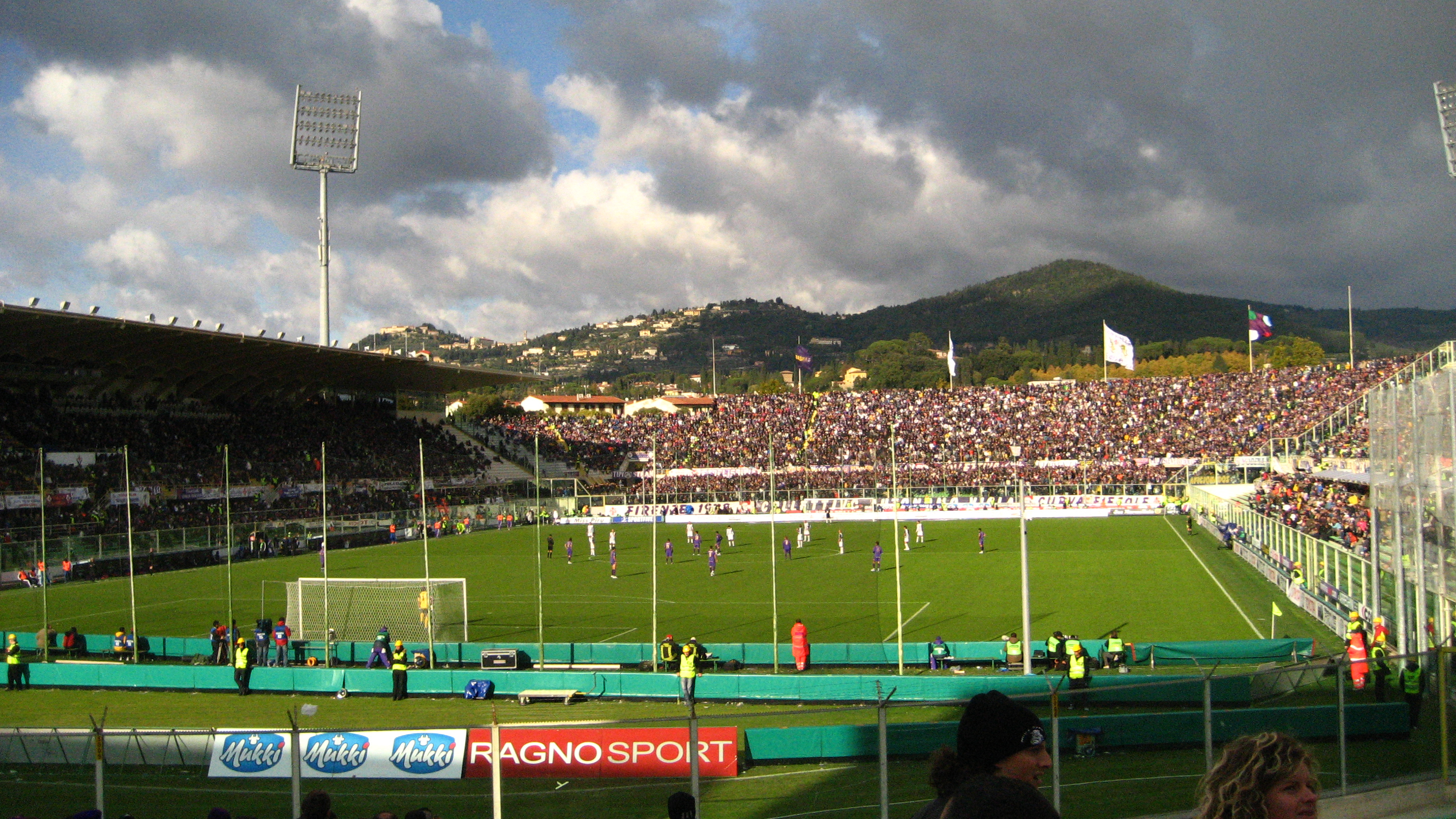
Estadi Artemio Franchi, seu dels partits de la Fiorentina

- 1926-1942 Marchese Luigi Ridolfi
- 1942-1945 Scipione Picchi
- 1945-1946 Arrigo Paganelli
- 1946-1947 Igino Cassi
- 1947-1948 Ardelio Allori
- 1948-1951 Carlo Antonini
- 1951-1961 Enrico Befani
- 1961-1965 Enrico Longinotti
- 1965-1971 Nello Baglini
- 1971-1977 Ugolino Ugolini
- 1977-1979 Rodolfo Melloni
- 1979-1980 Enrico Martellini
- 1980-1986 Ranieri Pontello
- 1986-1987 Pier Cesare Baretti
- 1987-1990 Lorenzo Righetti
- 1990-1993 Mario Cecchi Gori
- 1993-2002 Vittorio Cecchi Gori
- 2002 Ugo Poggi
- 2002 Ottavio Bianchi
- 2002-2004 Gino Salica
- 2004-2009 Andrea Della Valle
- 2009- pendent

## Evolució de l'uniforme
| CS Firenze | PGF Libertas | 1926    | 1929    | 1950's  | 1960's  |
| 1975-80    | 1981-83      | 1983-85 | 1985-87 | 1991-93 | 1995-97 |
| 1999-00    | 2002-03      | 2003-05 | 2005-07 | 2007-09 | 2009-10 |